# László Bodnár (Fußballspieler, 1979)
László Bodnár [ˈlaːsloː ˈbodnaːr] (* 25. Februar 1979 in Mátészalka) ist ein ehemaliger ungarischer Fußballspieler.

## Karriere
László Bodnár begann seine Profikarriere 1996 beim VSC Debrecen in Ungarn. Ab der Saison 2000/01 spielte er in der Ukraine bei Dynamo Kiew. Im Januar 2004 wechselte er für ein halbes Jahr zum Lokalrivalen Arsenal Kiew, danach kam Bodnár in die Niederlande zu Roda Kerkrade. Von Januar 2006 bis 2009 spielte Bodnár in Österreich beim FC Red Bull Salzburg. Anfangs unter Kurt Jara konnte er sich nicht durchsetzen, unter den Trainern Giovanni Trapattoni und Lothar Matthäus wurde er jedoch zum Stammspieler. In der Winterpause der Bundesliga verletzte er sich und musste den Rest der Saison 2006/2007 pausieren. Zum Anfang der Saison 07/08 verletzte er sich erneut (Muskelfaserriss) und musste neun Wochen warten, bis er sich in der B-Mannschaft rehabilitieren und am 23. September nach über 180 Tagen wieder ein Pflichtspiel für die Kampfmannschaft bestreiten konnte.
Aufsehen erregte Bodnár im November 2007, als er sich während eines internen Testspiels zwischen FC Red Bull Salzburg und deren Amateuren, den Red Bull Juniors, einen Faustkampf mit seinem Mitspieler Jorge Vargas lieferte.
Den endgültigen Durchbruch bei Salzburg schaffte er in der Saison 2008/09 unter dem neuen Trainer Co Adriaanse. Der Holländer ließ in Salzburg sehr offensiv spielen, und Bodnár fühlte sich in der Rolle des offensiv orientierten Außenverteidigers sehr wohl. In dieser Saison gelangen Bodnár neben neun Torvorlagen auch seine beiden einzigen Tore für Salzburg. Am Ende der Spielzeit stand sein zweiter Meistertitel in seiner vierten Saison mit den Salzburgern. Bei den anstehenden Vertragsverhandlungen konnten sich das Klubmanagement und der Spieler jedoch nicht auf eine Verlängerung des Engagements einigen. Nach mehreren Vereinswechseln beendete er 2014 seine aktive Karriere.
Zum Ende der Sommer-Transferperiode 2009 kehrte Bodnár zum ungarischen Meister VSC Debrecen zurück, wo er auch schon als Jugendlicher gespielt hatte. Dort schoss er gleich bei seinem Debüt in der 4. Runde der Champions-League-Qualifikation das Führungstor gegen den bulgarischen Meister Lewski Sofia, welches der Grundbaustein für den Aufstieg in die CL-Gruppenphase 2009/10 war. Nachdem sein Vertrag für die darauffolgende Saison nicht verlängert worden war, blieb er den Herbst 2010 vereinslos. Anfang Dezember wurde er zum Probetraining zu FC Red Bull Salzburg eingeladen, da der dortige rechte Verteidiger Christian Schwegler verletzungsbedingt für längere Zeit ausfiel. Am 22. Dezember wurde schließlich bekannt, dass Bodnár mit Januar 2011 wieder für den österreichischen Meister, wie auch schon von 2006 bis 2009, spielen wird. Sein bis Sommer 2011 laufender Vertrag wurde allerdings nicht verlängert.
Am 28. August 2009 verursachte Bodnár einen Autounfall. Als er am Weg zu seinen Eltern auf einer Landstraße statt der erlaubten 90 km/h mit 130 km/h gefahren war, rammte er einen 34-jährigen Radfahrer, der mit einer Warnweste unterwegs war. Der Radfahrer, der alkoholisiert war, starb sofort; Bodnár kam mit leichten Verletzungen davon, nachdem der Radfahrer die Windschutzscheibe seines Mercedes beim Aufprall durchschlagen hatte. Gegen Bodnár, der nicht unter Alkoholeinfluss stand, wurde ein Strafverfahren eingeleitet.

## Nationalmannschaft
László Bodnár bestritt bereits 44 Länderspiele für Ungarn, einmal auch als Kapitän.

## Erfolge
- 2 × Österreichischer Meister: 2007, 2009
- 2 × Österreichischer Vize-Meister: 2006, 2008
- 1 × Champions-League-Teilnehmer: 2009 (Debrecen)